# Uperoleia marmorata
Uperoleia marmorata är en groddjursart som beskrevs av Gray 1841. Uperoleia marmorata ingår i släktet Uperoleia och familjen Myobatrachidae. IUCN kategoriserar arten globalt som otillräckligt studerad. Inga underarter finns listade i Catalogue of Life.